# Stegienka-Osada
Stegienka-Osada (do 31.12.2012 Stegienka) – osada w Polsce położona w województwie pomorskim, w powiecie nowodworskim, w gminie Stegna.
W latach 1975–1998 miejscowość administracyjnie należała do województwa elbląskiego.